# Odpovědnost
Odpovědnost (někdy také zodpovědnost) je široký právní, morální a etický pojem, který označuje ručení osoby X za nějakou věc či jednání Y, případně před nějakou instancí Z. Je třeba rozlišovat mezi odpovědností retrospektivní – odpovědností za něco, co se už stalo, jako je tomu u odpovědnosti právní – a odpovědností prospektivní, jež osobě X něco ukládá do budoucnosti. Odpovědnost může být omezená a podmíněná, jak tomu bývá v právních vztazích, anebo nepodmíněná a neomezená, jak tomu často je v lidském životě.

## Původ a pojem
Pojem odpovědnosti v evropských jazycích souvisí se slovesem odpovídat a objevuje se teprve koncem 18. století, a to v souvislosti s politikou, s úsilím o „odpovědnou vládu“, která je ochotna a schopna odpovídat na otázky občanů, proč to či ono udělala nebo neudělala. Vychází tedy z předpokladu, že to udělat či neudělat mohla, a předpokládá také příčinnou souvislost nějakého jednání či nejednání a jeho žádoucími či nežádoucími důsledky. Tytéž předpoklady platí i pro dospělé a příčetné osoby, které musí nést odpovědnost za sebe a za důsledky svých (svobodných) jednání, musí odpovídat za své nedospělé děti, za svůj dobytek nebo psy, mohou však přebírat i odpovědnost, spojenou s vedením a řízením firem, spolků, projektů a podobně.
Tak plavčík (prospektivně) odpovídá za návštěvníky plovárny, a může být volán k (retrospektivní) odpovědnosti, pokud se někdo z nich utopil. Jeho právní (retrospektivní) odpovědnost bude omezena na to, co mohl rozumně udělat nebo čemu mohl zabránit. Prospektivní odpovědnost stavitele se bude týkat bezpečnosti stavby i jejích dalších důsledků – například dopravních nebo ekologických – v té míře, v jaké je mohl rozumně předvídat a ovlivnit.
Jakožto podnikatel ovšem nese i širší odpovědnost za úspěch svého podnikání: pokud zkrachuje, není důležité, zda to mohl nebo nemohl předvídat a zabránit tomu. Pokud jsou ve hře lidské životy, může být třeba odpovědnost rodičů za děti v právním smyslu omezená a podmíněná, jejich vlastní vztah k dětem je však nutně neomezený a nepodmíněný: úraz nebo smrt dítěte se nedá napravit a není rozhodující, do jaké míry jej sami zavinili. I když se před soudem obhájí, dítě je mrtvé nebo zmrzačené.

## Kolektivní odpovědnost
Koncept odpovědnosti se snaží omezit rizika budoucnosti tím, že je přisuzuje jednotlivcům, a to zpravidla těm, kteří rozhodují. V moderních společnostech, založených na spolupráci mnoha lidí, je však obvykle ve hře mnoho různých instancí, které spoluurčují výsledek, a odpovědnost je tedy nutně rozdělena. Při výrobě nebezpečných nebo škodlivých výrobků není jasné, kdo za to skutečně odpovídá, protože často nikdo z nich o této okolnosti neví. Vyšetřování po katastrofě amerického raketoplánu ukázalo, že ji způsobila řada nedbalostí, nedorozumění a omylů. Na druhé straně se dnes zdůrazňuje společenská odpovědnost firem, které se mají podílet na životě celé společnosti dobročinnými akcemi a podobně.
Zvláštním případem je kolektivní odpovědnost za závažná politická rozhodnutí, v demokratické společnosti obvykle kolektivní: jak jsou voliči odpovědní za činy vlády, kterou si zvolili? Za výsledky anonymního referenda? Otázka odpovědnosti politiků za porážku Německa v roce 1918 přivedla Maxe Webera na myšlenku rozlišit kantovskou „etiku smýšlení“ a „etiku odpovědnosti“, která bere v úvahu i předvídatelné důsledky vlastních činů a rozhodnutí. Právě ta je podle něho v politice nutností.

## Právní odpovědnost
V právu se odpovědnost chápe jako nutnost nést právem předvídané důsledky za jednání odpovědného subjektu či za výsledek, který se odpovědnému subjektu přičítá.
Pojmově je v právu možné rozlišovat mezi právní odpovědností (angl. liability, něm. Haftung), která plyne z formální autority pozitivního práva, a obecnou odpovědností (angl. responsibility, něm. Verantwortung), která není závislá na formální autoritě pozitivního práva. Terminologicky přesněji tak lze rozlišovat mezi formálně-právní zavázaností (liability, Haftung) a materiálně-právní odpovědností (responsibility, Verantwortung). Důvodem směšování zavázanosti a odpovědnosti v české právnické terminologii je specifický historický vývoj českého práva, v němž byla zavázanost dříve označována pojmem ručení, tj. pojmem, který byl později vyčleněn pro ručení za cizí povinnost.
Odpovědnost se v českém právu nejčastěji rozlišuje se podle toho, jakým způsobem vznikla:
- Protiprávním jednáním a zaviněním (obecná či subjektivní odpovědnost), jež může být v oblasti:
  - soukromého práva, kde „sankcí“ je náhrada způsobené újmy ve formě restituce do předešlého stavu, peněžité náhrady nebo přiměřeného zadostiučinění;
  - veřejného práva, kde sankce mohou být trestní nebo přestupkové povahy.
- Nežádoucím stavem bez ohledu na zavinění (odpovědnost za následek či objektivní). Tuto odpovědnost výslovně stanovují právní předpisy a týká se například:
  - škody způsobené nějakou činností, provozem vozidel nebo osobami, za něž odpovědná osoba odpovídá; v tomto případě se osoba odpovědnosti zprostí jen pokud prokáže, že stavu nemohla zabránit a podobně;
  - škody způsobené vadami výrobků nebo
  - vadným rozhodnutím veřejného orgánu.

## Zodpovědnost
Zodpovědnost ukazuje na plnění odpovědnosti.[zdroj?] Princip zodpovědnosti nejen za sebe, ale i za svěřené činnosti a věci, musí moderní člověk zvnitřňovat a přijímat jako samozřejmý nárok na sebe, zejména proto, aby se na něj druzí mohli spoléhat. Proto je zodpovědnost tak hledaná kvalita v řídících i podřízených funkcích. Ovšem i příliš ostré vědomí odpovědnosti a rizik může vést k tomu, že dotyčný odpovědný člověk se neodváží rozhodovat zodpovědně, že bude váhat a zajišťovat se, čímž způsobí škodu nebo nezdar.